# Зангезурский коридор
«Зангезу́рский коридо́р» («Сюни́кский коридо́р» или «Мегри́нский коридо́р») — продвигаемый Азербайджаном проект транспортного коридора длиной около 40 км через территорию Сюникской области Армении, рассматривающийся в качестве возможного средства для обеспечения транспортного сообщения между западными районами Азербайджана и его эксклавом Нахичеванской Автономной Республикой. Эта концепция всё больше продвигается Азербайджаном и Турцией после окончания Второй карабахской войны, в то время как Армения постоянно возражает против неё, утверждая, что «логика коридора» отклоняется от подписанного в трёхстороннем порядке заявления о прекращении огня, и что это форма пропаганды. Различные наблюдатели комментировали «Зангезурский коридор», анализируя политические последствия использования этого термина и его последствия в случае его реализации, характеризуя эту концепцию как пантюркистскую повестку дня.

## Предыстория
После распада СССР и начала Первой карабахской войны сообщение на этом участке прекратилось. Под контроль непризнанной НКР перешли азербайджанские районы между НКАО и иранской границей — Губадлинский, Зангеланский, Джебраильский и треть Физулинского района. Железные дороги в этих районах и в Сюникской области Армении были разобраны. Сухопутная связь Нахичевани с Азербайджаном прервалась. Добираться до автономной республики жители Азербайджана могли либо по воздуху, либо через Иран. Тем не менее, вопрос разблокировки транспортного сообщения обсуждался на мирных переговорах.
Ещё в 1992 году, подхватив предложение, изначально составленное Полом Гоблом из Государственного департамента США, президент Турции Тургут Озал и министр иностранных дел Хикмет Четин выдвинули так называемую «формулу двойного коридора»: Азербайджан должен был отказаться от преимущественно населённой армянами горной части Нагорного Карабаха, которая была бы связана с Арменией, а Армения взамен должна была предоставить Азербайджану южный Зангезурский коридор, тем самым связав Нахичевань с остальной частью Азербайджана. Ближе же всего стороны подошли к договорённостям в 2001 году. Как вспоминал бывший президент Армении Роберт Кочарян, Армения готова была предоставить Азербайджану транспортный коридор в Нахичевань через Сюникскую область в ответ на согласие Баку присоединить Карабах к Армении. По словам Кочаряна, подписать эти договорённости не удалось из-за отказа парламента Азербайджана.

## История

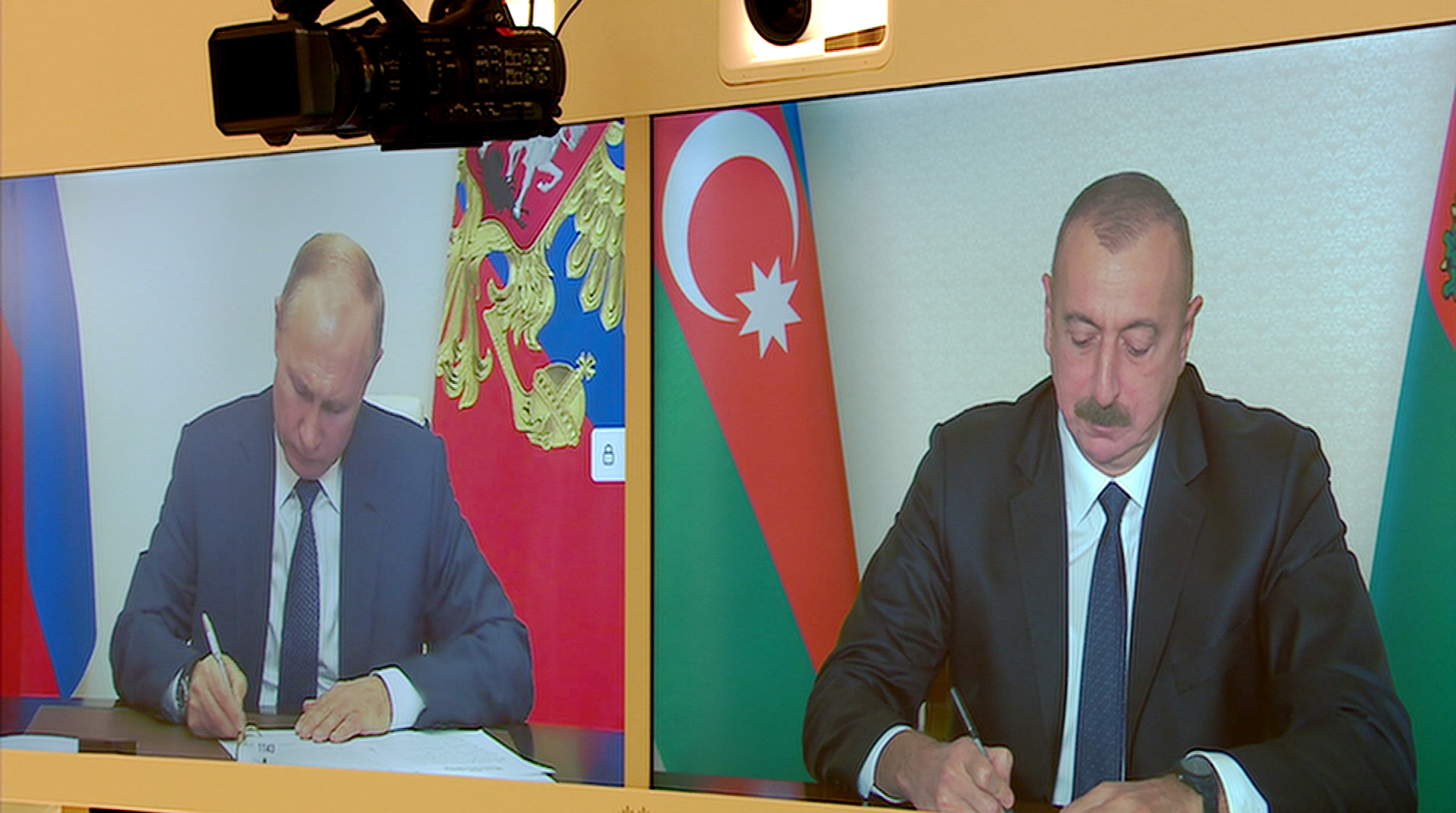
Момент подписания трёхстороннего заявления

Осенью 2020 года началась Вторая карабахская война. Азербайджанская армия нанесла основной удар на южном направлении и, продвигаясь вдоль границы с Ираном, вышла к Сюникской области Армении. 9 ноября 2020 года по московскому (UTC+3) времени (по бакинскому и ереванскому, UTC+4, — 10 ноября) главы Азербайджана, Армении и России подписали трёхстороннее заявление о прекращении огня. Согласно 9 пункту заявления устанавливалось, что «Республика Армения гарантирует безопасность транспортного сообщения между западными районами Азербайджанской Республики и Нахичеванской Автономной Республикой с целью организации беспрепятственного движения граждан, транспортных средств и грузов в обоих направлениях». Контроль за транспортным сообщением, согласно заявлению, должны будут осуществлять органы Пограничной службы ФСБ России. По согласованию Азербайджана и Армении, как отмечено в заявлении, будет обеспечено строительство новых транспортных коммуникаций, связывающих Нахичеванскую Автономную Республику с западными районами Азербайджана.
По словам американского аналитика Пола Гобла, в данном заявлении имеет место призыв Москвы к открытию трансграничных транспортных линий, особенно в Сюникской области Армении — сухопутного моста между собственно Азербайджаном и Нахичеванской Автономной Республикой. Польский аналитик Наталья Конажевска также отмечает, что в статье 9 данного заявления содержатся общие положения о разблокировании всех экономических транспортных маршрутов в регионе, но прямо упоминается только сообщение между основной частью Азербайджана и Нахичеванью. Этот коридор, по словам Конаржевска, проходит через Сюникскую область Армении, которая должна будет гарантировать безопасный и свободный проход людей и товаров.
11 января 2021 года главы Азербайджана, Армении и России подписали заявление, в котором говорилось, что в целях реализации пункта 9 Заявления от 9 ноября 2020 года в части разблокировки всех экономических и транспортных связей в регионе, поддерживается предложение Президента Российской Федерации В. В. Путина о создании трёхсторонней Рабочей группы под совместным председательством вице-премьеров Азербайджанской Республики, Республики Армения и Заместителя Председателя Правительства Российской Федерации. Эта рабочая группа до 1 марта 2021 года должна была предоставить «перечень и график реализации мероприятий, предполагающих восстановление и сооружение новых объектов транспортной инфраструктуры, необходимых для организации, выполнения и обеспечения безопасности международных перевозок, осуществляемых через Азербайджанскую Республику и Республику Армения, равно как и перевозок, осуществляемых Азербайджанской Республикой и Республикой Армения, при выполнении которых требуется пересечение территорий Азербайджанской Республики и Республики Армения». По словам президента Азербайджана Ильхама Алиева, это новое трёхстороннее заявление фактически «подводит черту под тем, что происходило в прошлом году». Разблокирование транспортных коммуникаций, как отметил Алиев, «позволит Азербайджану впервые за 30 лет наладить сообщение с Нахичеванской Автономной Республикой, а Армения через территорию Азербайджана получит железнодорожный выход на Россию и Иран. Кроме того, появится выход и на турецкий рынок, и на турецкие и российские железнодорожные артерии».

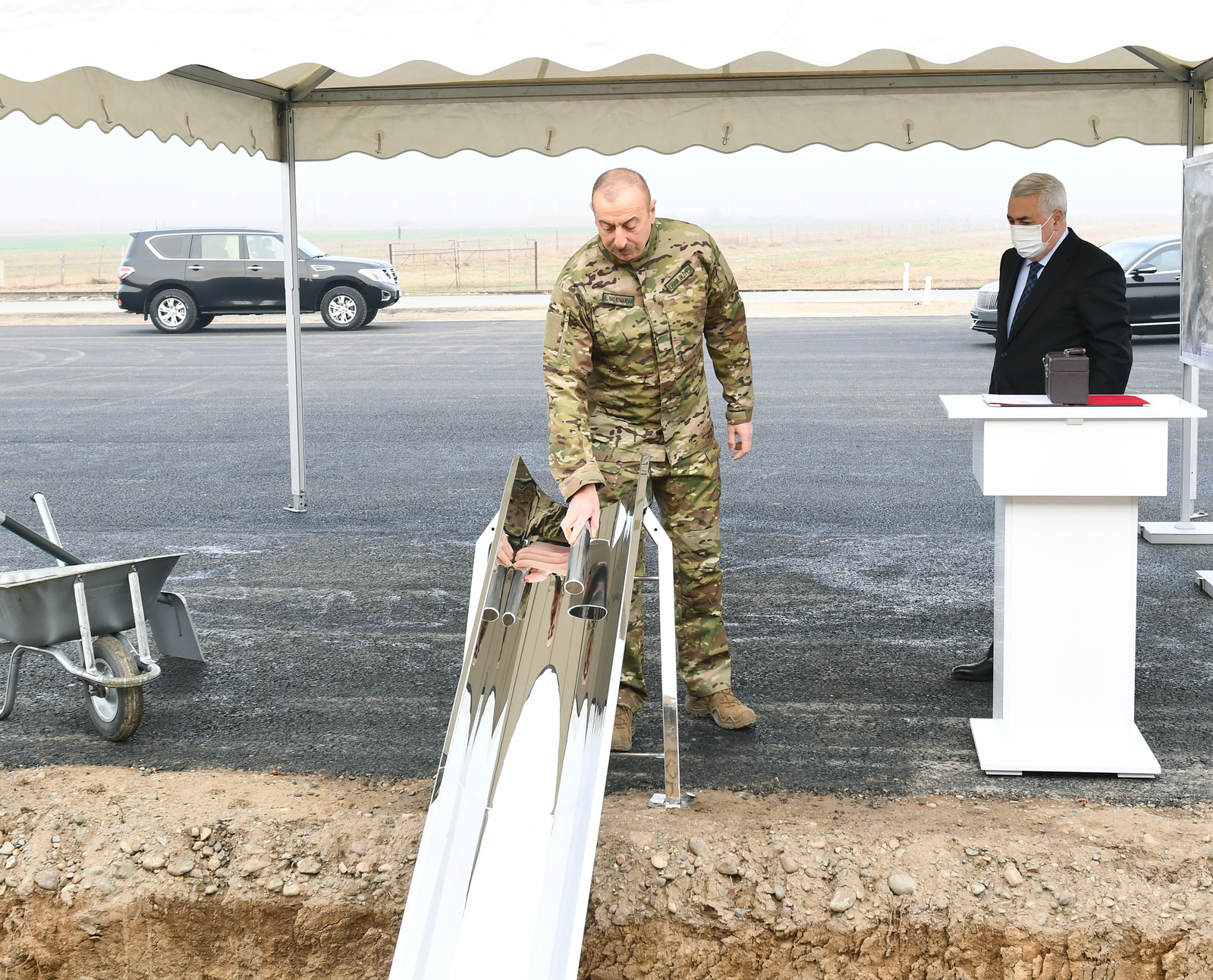
Закладка фундамента железнодорожной линии Горадиз—Агбенд. 14 февраля 2021 года

В феврале 2021 года в Физулинском районе Азербайджана началось строительство железной дороги Горадиз—Агбенд на территориях вокруг Нагорного Карабаха, перешедших под контроль Баку осенью 2020 года. Как отмечается на сайте президента Азербайджана, магистраль протяжённостью 100 километров позволит создать прямое железнодорожное сообщение между основной частью Азербайджана и Нахичеванской Автономной Республикой.
В отношении данного коридора были озвучены заявления президента Азербайджана Ильхама Алиева о намерении соединить с его помощью эксклав Азербайджана Нахичеванскую Автономную Республику (граничащую также с Турцией) с остальной территорией Азербайджана.
Как заявил 20 апреля 2021 года Ильхам Алиев:
Создание Зангезурского коридора полностью отвечает нашим национальным, историческим и будущим интересам,— заявил, в свою очередь, Ильхам Алиев.— Мы воплотим в жизнь Зангезурский коридор, хочет того Армения или нет. Если захочет, то решим проще, если не захочет — решим силой. Так же, как до войны и во время неё, я говорил, что они должны по доброй воле убраться с наших земель, или мы выдворим их силой. Так и случилось. Такой же будет и судьба Зангезурского коридора.
По словам пресс-секретаря МИД Азербайджана Лейлы Абдуллаевой, в интервью 20 апреля президент Азербайджана говорил о возможном реваншизме против Азербайджана в Армении и возможных угрозах территориальной целостности Азербайджана, добавив, что «это вопрос национальной обороны, вопрос национальной безопасности».
В конце апреля Ильхам Алиев посетил развалины железнодорожного вокзала посёлка Миндживан, заявив, что железная дорога здесь будет отстроена заново, как и вокзал, после чего протянется по Зангезурскому коридору до Нахичеванской Автономной Республики.
| |  |
| Железнодорожная станция в городе Ордубад Нахичеванской Автономной Республики (слева) и руины железнодорожной станции в посёлке Миндживан Зангеланского района, которые, по словам президента Азербайджана Ильхама Алиева, и должен соединить Зангезурский коридор |  |

В мае 2021 года в ближайшем к Армении городе Ордубад Нахичеванской Автономной Республики состоялось открытие железнодорожной станции. Состоялась также церемония открытия автомагистрали Джульфа — Ордубад, которая упирается в границу с Арменией. По словам президента Азербайджана, эти дороги в конечном итоге свяжут Нахичеванскую Автономную Республику с основной территорией Азербайджана. Также от Ордубада до границы с Арменией планируется построить дорогу длиной 15—16 км. По заявлению Алиева, на заседаниях трёхсторонней рабочей группы на уровне заместителей премьер-министров Азербайджана, Армении и России в вопросе строительства Зангезурского коридора предприняты «очень серьёзные шаги». Вице-премьер Армении Мгер Григорян заявлял, что Армения и Азербайджан при посредничестве РФ обсуждают разблокировку всех коммуникаций, действовавших в советские времена.
Регион вероятного транспортного коридора рассматривается в качестве стратегически важного района. Решать вопрос с Зангезурским коридором Ильхам Алиев предпочёл не напрямую с Ереваном, а с Москвой. В интервью Азербайджанскому телевидению от 10 мая Алиев объяснил данное решение тем, что «армянские железные дороги принадлежат России».
30 мая 2021 года на встрече с министром транспорта и инфраструктуры Турции Адилем Караисмаилоглу Ильхам Алиев заявил, что Зангезурский коридор, над которым Азербайджан работает, обеспечит «новое сообщение между Турцией и Азербайджаном». Караисмаилоглу, в свою очередь, проинформировал, что турецкая сторона завершила проекты строительства железной дороги между Нахичеванью и Карсом, а также участка Карс—Аралык—Дилуджу.

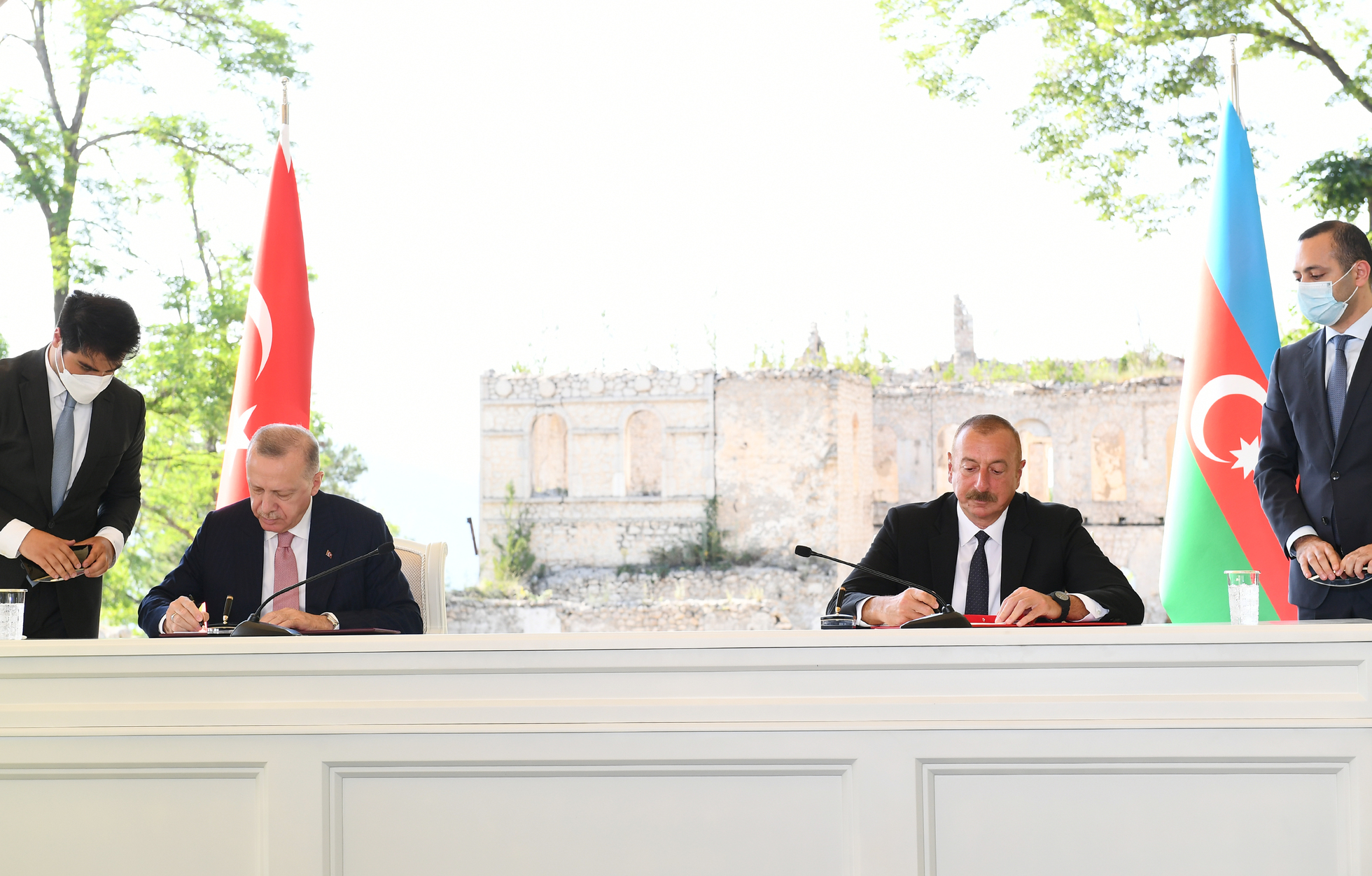
Момент подписания Шушинской декларации, один из пунктов которой напрямую касался Зангезурского коридора

15 июня 2021 года между Азербайджаном и Турцией в Шуше была подписана декларация о союзнических отношениях, один из пунктов которой напрямую касался Зангезурского коридора. В декларации было отмечено, что данный коридор «между западными регионами Азербайджанской Республики и Нахчыванской Автономной Республикой Азербайджана и строительство железной дороги Нахчыван-Карс в качестве продолжения этого коридора внесут важный вклад в дело интенсификации транспорта и сообщения между двумя странами».
16 декабря 2021 года премьер-министр Армении Никол Пашинян и президент Азербайджана Ильхам Алиев в ходе переговоров в Брюсселе подтвердили договорённость о строительстве железной дороги Ерасх — Джульфа — Ордубад — Мегри — Горадиз. По словам Пашиняна, после запуска этой железной дороги, Армения получит связь с Россией и Ираном, а Азербайджан — с Нахичеванью.
14 января 2022 года премьер-министр Армении Никол Пашинян создал рабочую группу по восстановлению железной дороги на участках Ерасха и Мегри. Руководителем рабочей группы был назначен советник премьер-министра Арташес Туманян.
25 мая 2023 года, на заседании Высшего Евразийского экономического совета, президент И. Алиев заявил, что идею Зангезурского коридора инициировал Азербайджан: «Это наше право – инициировать все что угодно, что считаем правильным, легитимным, разумным, и то, что поддерживается Россией и другими вовлеченными в процесс урегулирования сторонами». 
На май 2023 года построено 70 % коридора.
9 августа 2025 года в Вашингтоне главы Азербайджана и Армении при посредничестве США подписали декларацию, в которой в числе прочего подтвердили важность открытия коммуникаций между двумя странами, а также «обеспечение беспрепятственной связи между основной частью Азербайджанской Республики и ее Нахчыванской Автономной Республикой через территорию Республики Армения с взаимной выгодой для международных и внутригосударственных связей Республики Армения». В ходе встречи президент США Дональд Трамп сообщил, что декларация включает в себя соглашение о Зангезурском (Сюникском) коридоре, который перешёл под управление США на 99 лет и получил название «маршрут Трампа ради мира и процветания» (TRIPP). По словам Трампа, «эта специальная транзитная зона позволит Азербайджану получить полный доступ к своей территории в районе Нахичевань при полном уважении суверенитета Армении. Армения также создает эксклюзивное партнерство с США для развития этого коридора».

## Экономические перспективы

Нахичевань в составе Азербайджанской ССР

Согласно подсчётам Центра анализа экономических реформ и коммуникаций Азербайджана, разблокировка транспортных связей между основной территорией Азербайджана и Нахичеванской Автономной Республикой поможет стране увеличить экспорт на $710 млн. Баку также сэкономит $10 млн, которые каждый год тратятся на субсидирование авиарейсов Баку — Нахичевань. Помимо этого, открытие железной дороги позволит наладить прямые поставки газа. В настоящее время поставки газа по системе обмена осуществляется через территорию Ирана. При этом, в качестве платы Тегеран удерживает 15 % азербайджанского транзита. По словам руководителя Центра, доктора экономических наук Вюсала Гасымлы, железнодорожная линия Карс — Нахичевань — Мегри — Зангилан — Баку важна не только с точки зрения снятия блокады Нахичевани, но также с точки зрения снижения транспортных расходов, увеличения возможностей внешней торговли, роста туризма и пассажирооборота, а также привлечения инвестиций в регион.
Азербайджанский востоковед Рауф Раджабов, в свою очередь, полагает, что Зангезурский коридор даст Армении железнодорожное сообщение с Россией через Азербайджан, который, в свою очередь, будет связан через Армению с Турцией. Россия и Турция, по словам Раджабова, также будут соединены железнодорожным транспортом через этот коридор, что, ко всему прочему, позволит увеличить российско-турецкий товарооборот. Старший советник Центра анализа международных отношений Азербайджана Васиф Гусейнов считает, что Зангезурский коридор между основной частью Азербайджана и Нахичеванью через южную часть Армении, в случае его открытия, будет иметь большее экономическое значение для связанных государств, чем его геополитические последствия в краткосрочной и среднесрочной перспективе.
По словам азербайджанского депутата, экономиста Вугара Байрамова открытие Зангезурского коридора «окажет влияние на экономику тюркоязычных стран и создаст условия для повышения значения транспортных коридоров Восток — Запад и Север — Юг». Этот коридор, согласно Байрамову, «объединит регион, обладающий достаточно большим экономическим потенциалом и природными ресурсами», а также «повысит стратегическое значение Азербайджана».
Как заявил министр экономики Азербайджана Микаил Джаббаров, Зангезурский коридор повысит транзитно-логистический потенциал региона, реализация которого «приведёт к запуску новых транспортных маршрутов», увеличит экономическую мощь Азербайджана, также «укрепит региональное сотрудничество и стабильность».
По мнению российского политолога депутата Госдумы и члена Общественной палаты РФ Сергея Маркова, создание Зангезурского коридора является мощнейшим проектом, который может стать стимулом для экономического роста не только для стран региона, но и должен вывести Армению из хронического экономического кризиса. Неспособность реализовать проект Зангезурского транспортного коридора означает, по словам Маркова, серьёзную деградацию возможностей экономического развития в Армении.
По словам российского кавказоведа Нурлана Гасымова, новая трасса по Зангезурскому коридору откроет альтернативные маршруты в Армению. Этот коридор, согласно Гасымову, свяжет Ереван и Тегеран через азербайджанские Нахичевань и Джульфу. Но из-за того, что Армения благодаря этому получит выход и на другие страны, Тегеран относится к проекту Зангезурского коридора скептически.
По словам американского дипломата и бывшего сопредседателя Минской группы ОБСЕ Мэтью Брайза, реализация Зангезурского коридора имеет важную экономическую и геостратегическую составляющую. По его мнению, Зангезурский коридор объединит между собой транспортные инфраструктуры Азербайджана, Армении, Ирана, России и Турции, что откроет новые возможности для инвестирования в крупномасштабные региональные проекты.
Американский аналитик Пол Гобл отмечает, что, если Зангезурский коридор будет открыт, то Турция будет соединена по суше с основной территорией Азербайджана и Центральной Азией. 
По словам польского аналитика Натальи Конаржевской, восстановление старого транспортного сообщения между основной частью Азербайджана и Нахичеванью не только восстановит прямой сухопутный проход в эксклав, но также будет иметь глубокие геополитические последствия, так как беспрепятственный сухопутный проход из Нахичевани в собственно Азербайджан откроет Турции ворота к Каспийскому морю и в Среднюю Азию. Это, в свою очередь, откроет для Анкары, как отмечает эксперт, новые экономические возможности на Южном Кавказе и в Центральной Азии, а также возможность укрепить связи с тюркскими народами, населяющими эти регионы.

## Отношение в Армении
В Армении возражают против прокладки так называемого «Зангезурского коридора».
Премьер-министр Армении Никол Пашинян подчеркнул, что в трёхстороннем заявлении о прекращении огня не упоминается ни «Зангезур», ни слово «коридор», и что «соглашение касается только разблокирования региональных коммуникаций». Он сказал, что «Армения не обсуждала, не обсуждает и не будет обсуждать „логику коридора“», однако «открытие транспортного сообщения является первоочередной задачей, поскольку в рамках этих соглашений Армения получит прямое железнодорожное сообщение с Ираном и Россией».
Член парламентского Комитета по обороне, безопасности и борьбе с коррупцией Азербайджана Эльман Мамедов считает, что заявление Никола Пашиняна о том, что Ереван не будет обсуждать с Баку вопрос о Зангезурском коридоре, является заявлением для внутренней аудитории и связано с приближающимися досрочными парламентскими выборами в Армении. По словам Мамедова, существование коридора отражено в документах, подписанных Азербайджаном, Россией и Арменией 10 ноября 2020 года и 11 января 2021 года.
Зангезурский коридор, по мнению армянского политолога Аршалуйса Мгдесяна, невыгоден Еревану, так как он, по словам политолога, может ещё больше изолировать Армению. Мгдесян считает, что Зангезурский коридор не в интересах и Ирана, так как Азербайджан связан с Нахичеванью через иранскую территорию, и в Тегеране, по словам Мгдесяна, не хотят лишиться транзитного статуса.
30 августа 2021 года Секретарь Совета безопасности Армении Армен Григорян заявил, что на суверенной территории Республики Армения не может быть коридора другой суверенной страны, поскольку ни в заявлении от 9 ноября 2020 года, ни в заявлении от 11 января 2021 года не было упоминания о коридоре. По словам Григоряна, смысл разблокировки транспортных коммуникаций состоит в том, что все пути сообщения открываются, при этом Армения будет использовать территорию Азербайджана для связи с Россией.

## Международные оценки

### Россия
Комментируя заявление Ильхама Алиева от 20 апреля 2021 года, представитель МИД России Мария Захарова сообщила:
Мы призываем стороны воздерживаться от реваншистской и милитаристской риторики, которая может вновь поставить регион на грань войны. Мы исходим из того, что в заявлении практические шаги Баку и Еревана должны идти в русле трёхсторонних договорённостей лидеров России, Азербайджана и Армении от 9 ноября 2020 года и 11 января 2021 года. Что касается, в том числе, и вопроса о разблокировании экономических, транспортных связей в регионе, то он также укладывается в ту логику, которую я озвучила.
6 мая 2021 года министр иностранных дел России Сергей Лавров в ответ на просьбу прокомментировать слова президента Азербайджана Ильхама Алиева о создании Зангезурского коридора заявил:
Что касается трёхстороннего взаимодействия на уровне вице-премьеров, то этот механизм был создан по решению президентов России, Азербайджана и премьер-министра Армении по итогам их встречи в Москве 11 января. Этот механизм предусматривает договорённости, которые могут быть исключительно добровольными, на взаимовыгодной основе и никоим образом не предполагают ничего, кроме дипломатического согласия и решений, которые позволят экономические связи полностью разблокировать. Любые вопросы, которые могут ставиться вразрез с договорённостями трёх лидеров, не могут восприниматься как альтернатива тому, о чём было условленно.
20 сентября 2021 года вице-премьер РФ Алексей Оверчук заявил, что в трехсторонней комиссии между Арменией, Россией и Азербайджаном концепция коридора не обсуждается, «Обсуждается вопрос деблокирования экономических, транспортных связей в Закавказье». Он также отмечал, что «...суверенитет за дорогами сохраняется за теми странами, по чьей территории будут проходить эти дороги»
В январе 2024 года министр иностранных дел России Сергей Лавров отметил:
Про "Зангезурский коридор" никогда не шла речь в рамках тех договоренностей, которые были достигнуты президентом Путиным, Алиевым и Пашиняном
В январе 2025 года официальный представитель МИД России Мария Захарова заявила, что РФ выступает за комплексное разблокирование всех транспортных и экономических связей на Южном Кавказе. Отмечая, что подобный подход заложена в основу деятельности трехсторонней рабочей группы, Захарова также уточнила:
В трехсторонней рабочей группе никогда не шло речи о создании каких-либо экстерриториальных коридоров в Армении. Наоборот, было условлено, что страны обладают суверенитетом и юрисдикцией над маршрутами, проходящими по их территории.

### Турция
Выступая 16 июня 2021 года в парламенте Азербайджана, президент Турции Реджеп Тайип Эрдоган заявил, что железная дорога, которая должна начать функционировать в рамках Зангезурского коридора, «даст возможность гражданам Армении свободно перемещаться в Москву и по миру, так что они избавятся от блокады, в которую попали».
Обсуждая создание Зангезурского коридора, 17 июня 2021 года Эрдоган уточнил, что у него нет разногласий с Россией:
На данный момент я не думаю, что есть разногласия с российской стороны или намерение отложить эту работу по Зангезурскому коридору. Напротив, Россия здесь находится в качестве помощника.

### Франция
Посол Франции в Армении Джонатан Лакот в интервью Азатутюн ТВ заявил, что «следует отбросить понятие „коридор“», так как «коридоры оставили очень плохую память в истории дипломатии, как, например, Данцигский коридор»; «коридоры оставили плохие воспоминания в международном праве. Мы больше не живём в мире, где создаём коридоры за счёт чужих территорий».

### Оценки СМИ
Восстановление разобранной на этом участке маршрута железной дороги из основной части Азербайджана в Нахичевань является, согласно обозревателям газеты «Коммерсантъ», требованием трёхстороннего соглашения, заключённого 9 ноября 2020 года лидерами Армении, Азербайджана и России. Как отмечал BBC, согласно данному соглашению, Азербайджан получит «важнейший транспортный коридор» вдоль южной границы Армении с Ираном, которая свяжет основную территорию страны с её эксклавом — Нахичеванской Автономной Республикой, которая, в свою очередь, граничит с Турцией. По словам шеф-редактора Восточной редакции ИА REGNUM кандидата исторических наук Станислава Тарасова, трёхстороннее соглашение о перемирии в Нагорном Карабахе предусматривает открытие транспортного коридора между Нахичеванью и основной территорией Азербайджана через Зангезур.
По мнению The National Interest, президент Турции Реджеп Эрдоган и президент Азербайджана Ильхам Алиев пытаются незаконно изменить определение последнего пункта трёхстороннего заявление о прекращении огня, интерпретируя это как предоставление коридора, который разделит суверенную территорию Армении пополам, при этом игнорируя первое предложение о разблокировке экономических и транспортных связей в регионе.